# Шиллинг, Николай Николаевич
Никола́й Никола́евич Ши́ллинг (18 декабря 1870 — начало 1946) — русский военачальник, генерал-майор РИА, генерал-лейтенант Белой армии. Участник Белого движения.

## Биография
- 1888 — Окончил Николаевский кадетский корпус.
- 1890 — Окончил 1-е Павловское военное училище. Выпущен в Лейб-гвардии Измайловский полк.
- 1909 — Произведён в полковники «за отличие по службе» и назначен помощником командира Измайловского полка.
- 13 февраля 1913 — Командир Финляндского 5-го стрелкового полка, с которым выступил на фронт в составе XX армейского корпуса.
- 13 сентября 1914 — В бою у деревни Олшкноки повел в атаку свой полк, находившийся в авангарде бригады, за что был награждён орденом Святого Георгия 4-й степени.
- 25 января 1915 — Награждён Георгиевским оружием — за оборону позиции у деревни Сенегув.  По воспоминаниям ген. Свечина, на участке полка в ту зиму уже имели место братания. «Австрийцы заходили в наши окопы, мы - в их окопы, лежавшие в нескольких десятках шагах на том же гребне. Шиллинг, осведомившись об этом, вызвал учебную команду и батальон резерва, распределил роли, и в момент разгара торга австрийские офицеры оказались арестованными в своих землянках, а батальон захвачен в плен. В реляции эта милая операция была описана как внезапная штыковая атака, предпринятая по инициативе командира полка, позволившая нам с малыми жертвами овладеть важной вершиной и захватить крупные трофеи»[1]
- 19 мая 1915 — Генерал-майор.
- 16 марта 1916 — Командир бригады во 2-й Финляндской стрелковой дивизии.
- Июль 1916 — Командир Лейб-гвардии Измайловского полка.
- Май 1917 - февраль 1918 — Командир XVII армейского корпуса.
- После освобождения от должности находился в Киеве. В ноябре 1918 г., после ухода германских войск с Украины, находился в распоряжении Главнокомандующего генерала Долгорукова. Добился освобождения из-под ареста представителя Добровольческой армии в Киеве генерала Ломновского и в декабре 1918 года был зачислен в Добровольческую армию.
- 1 января — Зачислен в резерв Главнокомандующего ВСЮР в Екатеринодаре.
- Февраль 1919 — Начальник 5-й пехотной дивизии в составе сводного Крымско-Азовского корпуса генерала Боровского.
- 15-16 апреля 1919 — Отличился в боях на Ак-Монайских позициях, спустя несколько дней был ранен.
- Июнь 1919 — Произведён в генерал-лейтенанты с назначением командующим III армейским корпусом (бывший сводный Крымско-Азовский корпус). Участвовал в освобождении Крыма и выходе в Новороссию.
- Август 1919 — Занял Херсон, Николаев и Одессу.
- Сентябрь 1919 — Главноначальствующий Новороссийской области. Разбил войска Петлюры на правом берегу Днепра.
- Октябрь 1919 — Занял Жмеринку, Могилёв-Подольский и Проскуров.
- Ноябрь 1919 — Выделил 13-ю и 34-ю дивизии под командование генерала Слащёва для борьбы с Махно и обороны Крыма.
- 4 декабря 1919 — Оставаясь командующим войсками Новороссии, принял под своё командование войска, отступившие из-под Киева, «имея задачей прикрытие Новороссии и, главным образом, Крыма»[2].
- Январь 1920 — Из-за нехватки угля для пароходов не смог организовать вывоз морем из Одессы 2-го армейского корпуса генерала М.Н. Промтова и Киевской группы генерала Бредова. Поскольку румыны отказались пропустить эти соединения в Бессарабию, объединённые под командованием Бредова части вынуждены были подняться вверх по Днестру на соединение с польской армией (т.н. Бредовский поход). В Крыму был вынужден заниматься последствиями мятежа капитана Орлова, не имея авторитета в войсках из-за провала эвакуации.
- Март 1920 — После избрания генерала П. Н. Врангеля Главнокомандующим ВСЮР был отчислен в распоряжение Главнокомандующего.
- В мае 1920 по распоряжению Врангеля  — предан суду по обвинению в том, что сдал большевикам Одессу, не приняв достаточных мер к обороне города, и не установил должной дисциплины во вверенных ему войсках, чем вызвал окончательное их разложение. 4 июня 1920 года военным судом в Севастополе был приговоре к расстрелу, но приговор был отменен[кем?] .
- Ноябрь 1920 — Эмигрировал в Чехословакию.
- Май 1945 — После занятия Праги советскими войсками был арестован СМЕРШем, но освобождён по состоянию здоровья и старости. С собственных слов, целиком и полностью поддержал вступление советских войск в Прагу и освобождение города от гитлеровцев[3].
- Начало 1946 — Скончался в Праге. Похоронен в крипте Успенской церкви на Ольшанском кладбище.

## Вопрос о производстве в генералы от инфантерии
Генерал Шиллинг сотрудничал в эмигрантской прессе, в частности, в журнале «Часовой» (см., например, № 121 от 15 февраля 1934 г.). Свои статьи генерал Шиллинг подписывал как генерал от инфантерии. При отчислении от должности в марте 1920 г. генералом Врангелем генерал Шиллинг оставался генерал-лейтенантом. Исследователям не удалось установить дату производства генерала Шиллинга в генералы от инфантерии. По всей вероятности, об этом был отдан приказ по корпусу «Императорской Армии и Флота» Великим Князем Кириллом Владимировичем уже в эмиграции. Подобные производства не признавались в РОВСе.

## Семья
Состоял в браке с Софьей Ивановной Тимашевой (1884-1941), солисткой императорского петербургского оперного театра. Больная раком, она осталась, после тяжёлой операции, в Киеве в 1918 году и, впоследствии, отказалась уехать с мужем в эмиграцию. Помогала большевикам. В 1921 году была арестована ЧК, затем освобождена по ходатайству. В 1925 году, по всей видимости, оказалась в Чехословакии. Где и умерла в Праге в 1941 году (захоронена на Ольшанском кладбище).

## Награды
- Орден Св. Станислава 2-й ст. (1906)
- Орден Св. Анны 2-й ст. (1912)
- Орден Св. Георгия 4-й ст. (ВП 26.04.1915)
- Орден Св. Владимира 4-й ст. с мечами и бантом (ВП 21.04.1915)
- Орден Св. Владимира 3-й ст. с мечами (ВП 20.05.1915)
- Орден Георгиевское оружие (ВП 10.11.1915)
- Орден Св. Станислава 1-й ст. с мечами (ВП 18.09.1916)
- Орден Св. Анны 1-й ст. с мечами (ВП 07.01.1917)
- Орден Св. Владимира 2-й ст. с мечами (ПАФ 18.04.1917)
- Мечи к ордену Св. Станислава 2-й ст. (07.05.1917)
- Высочайшее благоволение (ВП 17.08.1915; за отличия в делах).